# Engis 2

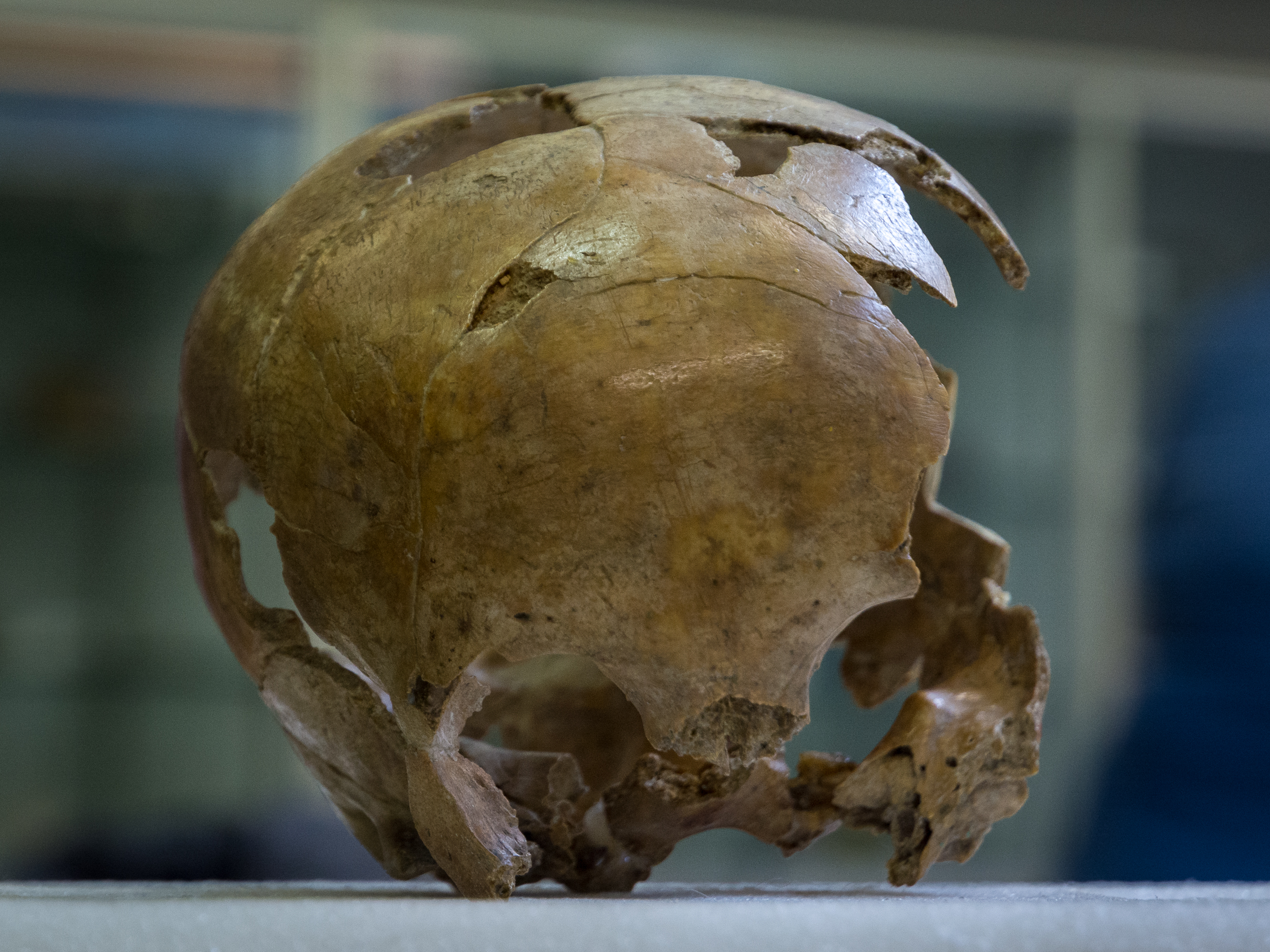
Crani d'Engis 2

Engis 2 (o Xiquet d'Engis) és un crani d'Homo neanderthalensis trobat el 1829 pel metge i naturalista belga Philippe-Charles Schmerling a la Cova d'Engis, a l'àrea de Lieja, a Bèlgica.

## Història del descobriment
La història de com Schmerling arribà a descobrir i estudiar les coves no es coneix amb certesa, perquè Schemerling només en va fer un esment molt breu: al setembre del 1829, vaig fer-ne el primer descobriment a Chokier. Però sembla que el senyor Jacob, director d'una pedrera propera a Chokier, trobà ossos a la zona i els va lliurar a Schmerling a l'abril del 1829, i aquest anà al jaciment al setembre d'aquest mateix any.
Començà llavors un estudi sobre un conjunt de coves, fins a 62, de la vall del riu Mosa. Els resultats dels descobriments es publicaren en Recherches sur les ossemens fossiles decouverts dans les cavernes de la province de Liège, en dos volums, el primer del 1833 i el segon del 1834, 5 anys després del descobriment al 1829, tot i que també feu publicacions menors en les mateixes dates.
Es van trobar solament restes humanes en dues coves, Engis i Engihoul. En aquesta darrera, no es va trobar pas cap crani, i a Engis dos:
- Engis 1: un crani d'un adult, del qual, pels seus trets primitius, es tracta d'una persona les facultats intel·lectuals de la qual estaven poc desenvolupades; es tracta d'un home el grau de civilització del qual degué ser limitat.
- Engis 2: un crani d'un jove, descobert al fons de la cova, al costat d'una dent d'elefant. Era complet, però va caure a trossos quan Schmerling el replegà. Així i tot, pels ossos de la mandíbula superior, alvèols i molars mostrava que era un individu de poca edat.

## Polèmica
En temps de les troballes de Schmerling, estava de moda entre els científics la qüestió sobre si les restes humanes aparentment fòssils trobades fins hui eren efectivament fòssils, o restes modernes, és a dir, si eren antediluvians o postdiluvians, i sobre això, les opinions estaven dividides:
- Hi havia qui afirmava que totes les restes eren moderns (evidentment, van existir humans abans del diluvi, només que es defensava que cap resta s'havia fossilitzat). Georges Cuvier, un geòleg destacat l'opinió del qual tenia gran repercursió en la societat científica, es posicionava en aquesta idea. Afirmava que no s'havia trobat cap resta fòssil antediluviana i que les trobades fins ara, o bé tenien una situació estratigràfica poc precisa (per exemple, restes en coves), o els fragments pertanyien a altres espècies o el descobriment s'havia fet de manera poc rigorosa.
- Els que afirmaven que sí que eren restes antediluvianes destacaven la correlació i el context de les troballes amb altres restes fòssils d'espècies ara extintes. Schmerling s'hi incloïa, després de les seues troballes, i destacà que la situació de les restes fòssils humanes era semblant a les d'altres mamífers trobades en el mateix context: mateix color de les restes, alt grau de fragmentació (rares vegades es troba una peça fòssil conservada intacta, cosa que no succeeix si les restes són modernes), estat de conservació, etc.

A més a més, Schmerling afirmava (erròniament) que els ossos havien estat transportats a les coves per l'aigua, potser per a remarcar-ne indirectament l'origen prediluvià.(1)

## Reconstrucció i classificació
Durant gairebé 100 anys, les restes del Xiquet d'Engia s'ignoraren (segurament pel seu estat fragmentari) i només del crani adult es fa esment en els textos i discussions per a esclarir la polèmica anterior i per a discutir sobre l'antiguitat de l'ésser humà. Engis 1 és considerat ara un home d'època neolítica.
Cent anys després, al 1936, Charles Fraipont recupera les restes del Xiquet d'Engis de la col·lecció de paleontologia de la Universitat de Lieja, en reconstrueix el crani, i després d'estudiar-ne les característiques l'assigna com un individu de l'espècie Homo neandertalensis, i el primer fòssil neandertal descobert en la història. Des de llavors, l'han estudiat i reconstruït diferents autors.(1)